# Fritz Schmid
Fritz Schmid (Zug, 10 de septiembre de 1959) es un entrenador de fútbol suizo que actualmente dirige a la selección de Nueva Zelanda.

## Carrera
Comenzó su carrera como entrenador en 1981 dirigiendo al Racing Zúrich. Desde ese año hasta 1995 intercaló ese trabajo con el de entrenador del equipo juvenil del Grasshoppers. En 1997 fue asistente de Christian Gross en el Tottenham Hotspur inglés. Luego de hacerse cargo del Team Aargau, equipo juvenil del Aarau, y del Kriens volvió a ser asistente de Gross, en este caso en el Basilea de 2002 a 2009. Entre 2011 y 2013 fue asistente de Marcel Koller en la selección de Austria. En 2018, luego de haber trabajado tanto para la Asociación de Fútbol de Malasia como para la AFC en el área administrativa, fue contratado para dirigir a la selección neozelandesa.

## Clubes
| Club                                     | País          | Año         |
| ---------------------------------------- | ------------- | ----------- |
| Racing Zúrich                            | Suiza         | 1981 - 1984 |
| Grasshoppers (juvenil)                   | Suiza         | 1986 - 1990 |
| Racing Zúrich                            | Suiza         | 1991 - 1994 |
| Grasshoppers (juvenil)                   | Suiza         | 1994 - 1995 |
| Tottenham Hotspur (asistente)            | Inglaterra    | 1997 - 1998 |
| Team Aargau                              | Suiza         | 1998 - 1999 |
| Kriens                                   | Suiza         | 2000 - 2001 |
| Basilea (asistente)                      | Suiza         | 2002 - 2009 |
| Selección nacional (asistente)           | Austria       | 2011 - 2013 |
| Selección nacional (coordinador técnico) | Malasia       | 2014 - 2017 |
| Selección nacional                       | Nueva Zelanda | 2018 - 2019 |
| Kotoku Royals (interino)                 | Ghana         | 2022        |